# Gare de Livron
Gare de Livron vasútállomás Franciaországban, Livron-sur-Drôme településen.

## Vasútvonalak
Az állomást az alábbi vasútvonalak érintik:
- Párizs–Marseille-vasútvonal
- Livron–Aspres-sur-Buëch-vasútvonal
- Livron–Aspres-sur-Buëch-vasútvonal
- Givors-Canal–Grezan-vasútvonal

## Kapcsolódó állomások
A vasútállomáshoz az alábbi állomások vannak a legközelebb:
- Gare de Valence-Ville
- Gare de Loriol
- Gare de Crest